# تیمو شولتز
تیمو شولتز (آلمانی: Timo Schultz؛ زادهٔ ۲۶ اوت ۱۹۷۷) بازیکن سابق و مربی فوتبال اهل آلمان است.
از باشگاه‌هایی که در آن بازی کرده‌است می‌توان به باشگاه فوتبال هولشتاین کیل، باشگاه فوتبال سن پائولی، و باشگاه ورزشی وردر برمن اشاره کرد.